# 香港水災
香港水災多於夏季發生，因為香港氣候為典型的海洋性亞熱帶季風氣候，令香港境內時有驟雨和發生雷暴，偶然更會受熱帶氣旋影響而出現暴雨及暴風，釀成不少雨災、山洪暴發及山泥傾瀉意外。

## 多人罹難的水災
以下是自從1883年香港天文台成立以來，由暴雨引發造成最多人死亡的水災、雨災、山洪暴發及山泥傾瀉意外。
- 1889年五三零雨災（27死17失蹤6傷)[1]
- 1925年普慶坊護土牆倒塌意外（75死20傷）
- 1955年大埔滘山洪暴發事件（28死）
- 1957年五月底雨災（25死）[2][3]）
- 1959年六一五雨災（46死21失蹤60傷）[1]）
- 1962年超強颱風温黛
- 1966年六一二雨災（64死48失蹤29傷）[1]）
- 1968年六一三雨災（22死）[4]26傷）[5]）
- 1972年六一八雨災（156死117傷）[6]）
- 1982年五二九雨災（29死50傷）[7]）
- 2023年九七八雨災（4死144傷）

## 一小時最高降雨量紀錄

### 全港紀錄
以全港各區雨量，最高一小時降雨量紀錄，首5名如下：
1. 1994年7月22日荃灣區，211.5毫米。
2. 2006年4月24日南區及中西區，166.5毫米。
3. 2023年9月7日灣仔區、油尖旺區、九龍城區、北區及東區，159.5毫米。
4. 2008年6月7日大嶼山、中西區及油尖旺區，153.5毫米。
5. 2013年5月22日西貢區及觀塘區，153.5毫米。

### 天文台總部
以天文台總部雨量為準，最高一小時降雨量紀錄，首5名如下：
1. 2023年9月7日下午11時至午夜12時，158.1毫米（2023年9月香港暴雨）
2. 2008年6月7日上午8時至9時，145.5毫米（2008年6月香港暴雨）
3. 2006年7月16日上午2時至3時，115.1毫米
4. 1992年5月8日上午6時至7時，109.9毫米
5. 1966年6月12日上午6時至7時，108.2毫米

## 最高日雨量
以天文台總部雨量為準，首5名如下：
1. 1926年7月19日，534.1毫米
2. 1884年5月30日，520.6毫米
3. 2023年9月8日，425.0毫米
4. 1998年6月9日，411.3毫米
5. 1966年6月12日，382.6毫米

## 最高24小時雨量
以天文台總部雨量為準，根據香港天文台資料，最高24小時雨量為697.1毫米，於1889年5月29日上午6時至1889年5月30日上午6時錄得。

## 最高月雨量
以天文台總部雨量為準，錄得超過1000毫米或以上雨量記錄的月份包括 ：
1. 2008年6月，1346.1毫米
2. 1889年5月，1241.1毫米
3. 1994年7月，1147.2毫米
4. 1995年8月，1090.1毫米
5. 2001年6月，1083.6毫米
6. 2023年9月，1067.1毫米

## 外部連結
- 香港舊報紙 （页面存档备份，存于） - 數碼館藏 - 多媒體資訊系統 香港公共圖書館